# Otto Borchgrevink
Pour les articles homonymes, voir Borchgrevink.
Otto Borchgrevink, né le 21 juillet 1889 à Molde et mort le 24 juin 1966 au Cap est un explorateur norvégien.

## Biographie
En 1930-1931, il dirige une expédition sur la Terre de la Reine Maud en Antarctique, qui cartographie la côte de l'Antarctique de 51°30′E à 59°0′E, sur le navire FLK Antarctic et établit des levés en terre d'Enderby.